# Šport u 1893.
◄◄ | ◄ | 1890. | 1891. | 1892. | 1893.  | 1894. | 1895. | 1896. | ► | ►►
Arhitektura • Astronomija • Biologija • Film • Fotografija • Glazba • Kazalište • Kemija • Kiparstvo • Knjige • Književnost • Kršćanstvo • Meteorologija • Medicina • Planinarstvo • Politika • Pravo • Promet • Slikarstvo • Strip • Šport • Znanost • Zrakoplovstvo • Željeznički promet
Šport u 1893.

## Svijet

### Osnivanja
- Sparta Prag, češki nogometni klub
- 1. FC Lokomotive Leipzig, njemački nogometni klub
- VfB Stuttgart, njemački nogometni klub
- Futebol Clube do Porto, portugalski nogometni klub
- FC Basel, švicarski nogometni klub
- Genoa CFC, talijanski nogometni klub

## Vanjske poveznice
|  | Zajednički poslužitelj ima još gradiva o temi Šport u 1893. |